# Albania (Colombia)
Albania är en stad och kommun i departementet La Guajira i norra Colombia. Albania blev en självständig kommun den 19 mars 2000. Staden hade 11 088 invånare år 2008, med totalt 22 735 invånare i hela kommunen på en yta av 545 kvadratkilometer.